# Brateiu
Brateiu es una comuna ubicada en el distrito de Sibiu, Rumania.

## Superficie
Posee una superficie de 35,11 kilómetros cuadrados.

## Demografía
Hasta 2021 la población era de 3333 habitantes, con una densidad de población de 94,93 habitantes por kilómetro cuadrado.